# Opacz
Opacz – wieś sołecka w Polsce położona w województwie mazowieckim, w powiecie piaseczyńskim, w gminie Konstancin-Jeziorna.
| SIMC    | Nazwa | Rodzaj    |
| ------- | ----- | --------- |
| 0003984 | Borek | część wsi |

Wieś szlachecka położona była w drugiej połowie XVI wieku w powiecie czerskim ziemi czerskiej województwa mazowieckiego. W latach 1975–1998 miejscowość administracyjnie należała do województwa warszawskiego.